# Un cavaliere e il suo re
Un cavaliere e il suo re (The Pale Horseman) è un romanzo storico del 2006 scritto da Bernard Cornwell, secondo capitolo della serie  Le cronache dei Sassoni (The Saxon Stories).

## Trama
La vittoria nella battaglia di Cynuit contro gli invasori danesi ha permesso al regno del Wessex di stabilire una tregua vantaggiosa col nemico. Il merito della vittoria va al giovane Uhtred di Bebbanburgh, che ha ucciso nello scontro fra i due muri di scudi, e non senza un po' di fortuna, Ubbe Ragnarsson, il più temibile dei signori della guerra danesi. Dopo la battaglia Uhtred aveva commesso l'errore di non essere andato immediatamente da re Alfredo ad Exanceaster a rivendicare la vittoria, lasciando che Odda il Giovane, ambizioso aldermanno del Defnascir, si attribuisse tutti i meriti.
Uhtred si è ritirato a Cridianton, nella tenuta di sua moglie Mildrith, ma la vita tranquilla non fa per lui. Con l'aiuto dell'amico Leofric, arrivato per ordine del re, inizia sotto mentite spoglie a razziare navi e villaggi per arricchirsi. Durante le sue scorribande conosce Iseult, regina di un villaggio saccheggiato, e la porta con sé.
Costretto a sostenere un duello con Steapa, che si rivelerà in seguito un fedele soldato, viene salvato dalla provvidenziale irruzione dei danesi. Con il re ed alcuni compagni trova scampo in un villaggio tra le paludi. Finalmente riesce ad organizzare un esercito e a vincere l'ultima battaglia, nonostante l'inferiorità numerica, ma è costretto a subire un'altra grave perdita personale.

## Personaggi

### La famiglia di Uhtred
- Uhtred Uhtredson, già Uhtred Ragnarson, nato Osbert, aldermanno spodestato di Bebbanburg
- Mildrith, moglie di Uhtred
- Uhtred, figlio di Uhtred e Mildrith
- Ælfric, zio di Uhtred ed usurpatore del titolo di aldermanno di Bebbanburg

### Alfredo e la sua corte
- Re Alfredo del Wessex (Alfredo il Grande), re del Wessex
- Ælswith, moglie di Alfredo
- Æthelflaed, figlia di Alfredo
- Edoardo, figlio di Alfredo
- Æthelwold, nipote di Alfredo e amico di Uhtred
- Alewold, vescovo di Cridianton
- Padre Beocca, prete alla corte di re Alfredo ed amico ed ex precettore di Uhtred

### I Sassoni
- Leofric, amico di Uhtred, guerriero e marinaio sassone
- Odda il Vecchio, padrino di Mildrith
- Odda il Giovane, figlio di Odda il vecchio e aldermanno del Defnascir
- Eanflæd, prostituta, amica di Leofric
- Steapa lo Spietato, guerriero al servizio di Odda il giovane
- Harald, sceriffo del Defnascir
- Wulfhere, aldermanno del Wiltunscir

### I Danesi
- Guthrum lo scalognato, signore della guerra
- Svein del Cavallo Bianco, signore della guerra
- Ragnar Ragnarsson, detto Ragnar il giovane, figlio dello jarl Ragnar e fratello adottivo di Uhtred
- Haesten, guerriero al servizio di Uhtred

### I Britanni
- Peredur, re di un villaggio britannico in Cornovaglia
- Iseult, moglie di Peredur e amante di Uthred
- Padre Asser, monaco del Galles

## Edizioni
- Bernard Cornwell, Un cavaliere e il suo re, collana La gaja scienza (n. 884), traduzione di Donatella Cerutti Pini, Longanesi, 13 settembre 2007,  p. 428, ISBN 978-88-304-2383-1.
- Bernard Cornwell, Un cavaliere e il suo re, collana TeaDue (n. 1645), traduzione di Donatella Cerutti Pini, TEA, 2008,  p. 428, ISBN 978-88-502-1744-1.
- Bernard Cornwell, Un cavaliere e il suo re, traduzione di Donatella Cerutti Pini, Tea più, TEA, 14 novembre 2019,  p. 428, ISBN 9788850255658.